# Abd Allâh ibn Saad ibn Sarh
 Abdallah Ibn Sa’ad Ibn Abî as-Sarh  est un général arabe, issu de la tribu d'Amer, une famille koraïchite, frère de lait du calife Uthman ibn Affan. Il est gouverneur de l'Égypte musulmane de 645 à 656 et cofondateur de la première flotte musulmane avec Muawiya.

## Biographie

### Allégations d'affabulation à l'encontre de Mahomet
Pendant qu'il était scribe, Mahomet lui dictait une révélation à écrire, comme il le faisait avec d'autres scribes. al-Sarh a quitté l'islam et s'est réfugié à La Mecque après avoir affirmé qu'il s'était rendu compte que Mahomet fabriquait des révélations,Abi Saleh, d'après Ibn Abbas, a rapporté ce qui suit : "Le messager d'Allah l'a invité pour qu'il lui écrive la révélation :
"Lorsque le verset 23:12 ("Nous avons certes créé l'homme à partir d'un extrait d'argile") a été révélé, le prophète a appelé Ibn Abi al-Sarh et le lui a dicté ; lorsque le prophète a atteint la fin du verset 23:14 (". Nous l'avons donc transformé en une nouvelle création"), Abdullâh s'étonna ("فتبارک اللّٰہ احسن الخالقین Donc béni soit Allah, le Meilleur des créateurs !"). Le Prophète dit : "Écrivez aussi ces mots (فتبارک اللّٰہ احسن الخالقین "Béni soit Allah, le Meilleur des créateurs !"), car ces mots m'ont été révélés."
Al-Sarh a affirmé que cela l'avait fait douter, et il est rapporté qu'il a dit : "Si Muhammad est véridique, alors je suis un prophète, car j'ai également reçu la révélation, et si Muhammad a menti, alors je dis que sa parole est semblable à la mienne (c'est-à-dire que ni sa parole ni la mienne ne sont les paroles d'Allah)", Al-Sarh a encore vérifié ses doutes, les historiens musulmans Waqidi, Ibn al-Athir et Tabari écrivant que Muhammad lui a dicté : "عليم حکيم", c'est-à-dire "Allah est Omniscient et Sage", qu'al-Sarh a délibérément écrit dans l'ordre inverse, c'est-à-dire "حکيم عليم, Sage et Omniscient". Il l'a ensuite récité à Muhammad, qui n'a détecté aucun changement[9] Waqidi a écrit que " (Ibn Abi Sarh a dit) : Muhammad ne savait pas ce qu'il dictait, et j'ai écrit (dans le Coran) ce que je voulais. Et ce que j'ai écrit, c'était une révélation pour moi, tout comme c'était une révélation pour Muhammad".

### Fuite vers la Mecque
Après avoir quitté l'islam, al-Sarh a dit aux Mecquois "دينكم خير من دينه" (c'est-à-dire "votre religion est meilleure que celle de Muhammad"). Lorsque Mahomet apprit cela, il révéla peu après le Coran 6:93 : "Et qui est plus injuste que celui qui invente un mensonge au sujet d'Allah ou qui dit : "Cela m'a été inspiré", alors que rien ne lui a été inspiré, et que celui qui dit : "Je ferai descendre [quelque chose] comme ce qu'Allah a fait descendre.""
Ibn Jarir al-Tabari a rapporté dans son Tafsir du Coran ;
"Al-Qasim nous a dit... "Je peux révéler comme ce qu'Allah a révélé" a été révélé à propos d'Abdullah bin Sa'd bin Abi Al-Sarh, le frère des Bani (enfants) d'Amir bin Lu'ai. Il [Abdullah] avait l'habitude d'écrire pour le Prophète (SAW), et alors qu'il [Mohammad] dictait "Exalté dans la puissance, plein de sagesse", il [Abdullah] l'écrivait "Pardonneur, Très Miséricordieux", le modifiant ainsi. Puis il [Abdullah] lisait les versets modifiés à [Mohammad], et ce dernier disait : "Oui [en approbation], c'est comme ça". Il [Abdullah] se détourna donc de l'islam et suivit les Quraysh en leur disant : "Il [Mohammad] avait l'habitude de me réciter 'Exalté par la puissance, plein de sagesse', et je le changeais lorsque je l'écrivais, et il me disait : 'Oui [en approbation], c'est le même [sens]".
Lorsque Muhammad a rassemblé suffisamment de troupes pour assiéger La Mecque, il ordonne à ses partisans de tuer Abdallah al-Surh. Al-Sarh se réfugia auprès de son frère adoptif Uthman ibn Affan pour implorer son aide, sachant qu'Uthman était un allié important de Muhammad. Le Sunan Abu Dawud, Hadith 2683, rapporte que :
"le jour de la conquête de la Mecque, le messager d'Allah protégea le peuple à l'exception de quatre hommes et de deux femmes qu'il nomma. Ibn AbuSarh était l'un d'entre eux. Il a ensuite raconté la tradition. Il dit : Ibn AbuSarh se cacha avec Uthman ibn Affan. Lorsque le Messager d'Allah appela les gens à prêter le serment d'allégeance, il l'amena et le fit se tenir devant le Messager d'Allah. Il lui dit : " Messager d'Allah, reçois le serment : Messager d'Allah, reçois de lui le serment d'allégeance. Il leva la tête et le regarda trois fois, le reniant à chaque fois. Au bout de la troisième fois, il reçut son serment."
Après le départ d'Uthman et d'al-Surh, Muhammad se tourna vers ses compagnons et dit :
"N'y a-t-il pas parmi vous un homme intelligent qui se tiendrait auprès de cet homme lorsqu'il m'a vu renoncer à recevoir le serment d'allégeance, et qui le tuerait ?" et que "j'ai gardé le silence pour que l'un d'entre vous se lève et lui arrache la tête !" Ils répondirent : Nous ne savons pas, messager d'Allah, ce qu'il y a dans ton coeur ; ne nous as-tu pas donné un indice avec ton oeil ? Il dit : Il n'est pas convenable pour un prophète de se lever et de frapper sa tête : Il n'est pas convenable qu'un prophète ait un œil perfide."
Quoi qu'il en soit, la vie d'Al-Sarh fut épargnée grâce à l'intervention d'Uthman et il revint dans le giron de l'islam. Dans son Histoire, al-Tabari rapporte brièvement à propos d'Abd Allah et de Muhammad que "Abd Allah b. Sa`d b. Abi Sarh avait l'habitude d'écrire pour lui. Il a apostasié de l'islam, puis est revenu à l'islam le jour de la conquête de La Mecque".

### Les conquêtes
Abd Allah prend part aux conquêtes des Arabes en Syrie, sous les règnes des califes Abou Bakr et Omar ; mais son nom n'apparait qu'après la conquête de l'Égypte par Amru ben al-As. Devenu gouverneur de l'Égypte, Amru envoie Abd Allah à la tête d'une première expédition en Nubie en 642, sans grands résultats.
Après l'assassinat d'Omar et l'avènement d'Uthman au califat, Amru est évincé et remplacé par Abd Allah ibn Saad comme gouverneur d'Égypte en 645. Abd Allah accroit considérablement les revenus du calife en Égypte.
En 647, à la tête d'une armée de 20 000 hommes, il s'empare de Tripoli, puis de Sbeïtla (à quelque 260 km au sud de Carthage). L’exarque de Carthage Grégoire est tué dans la bataille. Abd Allah fait de nombreux prisonniers qu'il libère contre une importante rançon puis se retire. Il reçoit du calife le cinquième du cinquième du butin.
De retour en Égypte, Abd-Allah ibn Saad participe avec sa flotte à une expédition contre Chypre conduite par le gouverneur de Syrie Muawiya (648-649). Les habitants doivent payer un tribut annuel de 7 200 dinars.
En 651-652, il mène une seconde expédition en Nubie. Il assiège la ville de Dongola. L’église principale de la cité est détruite. Mais devant l'incertitude des rapports de forces, un traité de réciprocité (le Bakt) est signé entre l'Égypte musulmane et le royaume chrétien de Makuria, établissant la frontière à Assouan.
En 655, il remporte une victoire navale décisive en mer Égée sur l'empereur byzantin Constant II à la bataille des Mâts.
Abd Allah se rend ensuite auprès du calife à Médine pour l'aider dans sa lutte contre les partisans d'Ali. Il laisse en Égypte un de ses lieutenants, qui est chassé par Muhammad ibn Hudhaifa qui prend possession du pays pour Ali. Après l'assassinat d'Uthman, Abd Allah veut rentrer en Égypte mais en est empêché et doit s'arrêter à Ascalon ou à Ramlah, où il meurt en 656 ou 657.